# Игрици
Игрици (венг. Igrici) — село на северо-востоке Венгрии, близ Мезёчат в медье Боршод-Абауй-Земплен.
Расположено на севере Венгрии, в 28 км к югу от столицы медье  Мишкольц и в 6 км к северу от города Мезёчат.
Площадь — 19.47 кв.км. Высота — 97 м. Население на 1 января 2022 года составляло 1.113 человек.

## Персоналии

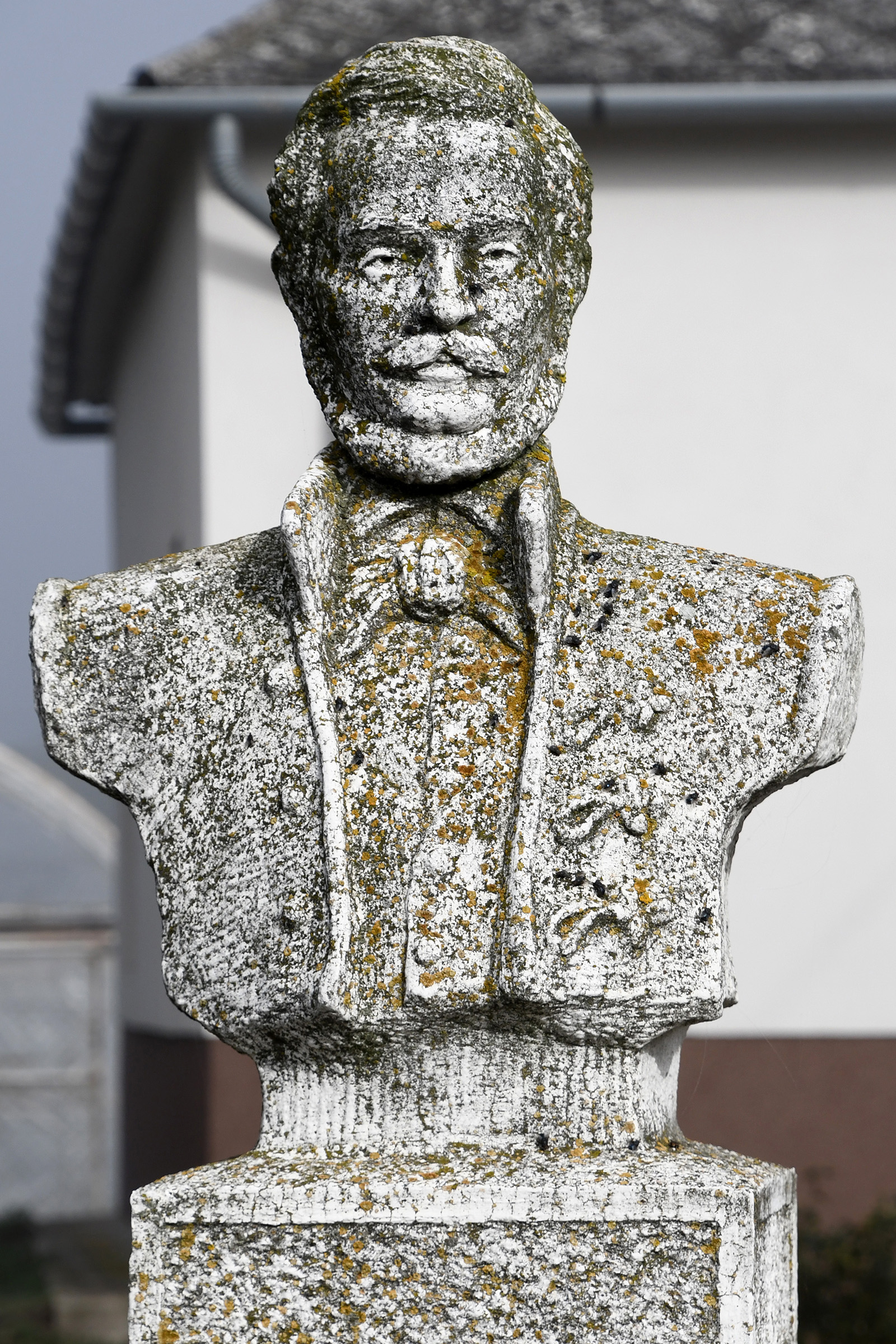
Бюст М. Томпа в Игрици

- Томпа, Михай (1817—1868) — венгерский поэт.